# Ben Murphy
Ben Murphy (Jonesboro, 6 marzo 1942) è un attore statunitense.

## Biografia
Nato a Jonesboro, Arkansas, da Benjamin R. Castleberry e Nadine Steele. Sua madre si risposò nel 1949 con Patrick Henry Murphy. È stato un alunno della St. Procopius Academy di Lisle, Illinois, predecessore dell'odierna Benet Academy, ha frequentato otto college prima di decidere di dedicarsi alla recitazione.
Ha avuto un ruolo regolare in Reporter alla ribalta, nei panni dell'assistente del protagonista. Dal 1971 al 1973, ha avuto un ruolo da protagonista in Due onesti fuorilegge con Pete Duel e Roger Davis. Al termine della serie, si unì a Lorne Greene nella serie poliziesca della ABC del 1973 Griff.
Tra 1983 e il 1984, ha recitato al fianco di Marshall Colt nella serie drammatica della ABC Lottery!, nei panni Patrick Sean Flaherty. Nel 1985 recita nella soap opera di breve durata Berrenger's.

## Filmografia

### Cinema
- Il laureato (The Graduate), regia di Mike Nichols (1967)
- Appuntamento sotto il letto (Yours, Mine and Ours), regia di Melville Shavelson (1968)
- Heatwave!, regia di Jerry Jameson (1974)
- Sidecar Racers, regia di Earl Bellamy (1975)
- Viaggiatore nel tempo (Time Walker), regia di Tom Kennedy (1982)
- Fratelli nella notte (Uncommon Valor), regia di Ted Kotcheff (1983)
- The Genesis Code, regia di C. Thomas Howell e Patrick Read Johnson (2010)

### Televisione
- Il virginiano (The Virginian) – serie TV, 2 episodi (1968)
- Operazione ladro (It Takes a Thief) – serie TV, episodio 1x15 (1968)
- The Outsider – serie TV, un episodio (1968)
- Reporter alla ribalta (The Name of the Game) – serie TV, 6 episodi (1968-1971)
- Medical Center – serie TV, un episodio (1970)
- Mod Squad, i ragazzi di Greer (The Mod Squad) – serie TV, un episodio (1970)
- Due onesti fuorilegge (Alias Smith and Jones) – serie TV, 50 episodi (1971-1973)
- Attentato al Trans American Express (Runaway!), regia di David Lowell Rich – film TV (1973)
- Love, American Style – serie TV, un episodio (1973)
- Griff – serie TV, 13 episodi (1973-1974)
- Marcus Welby (Marcus Welby, M.D.) – serie TV, un episodio (1975)
- Gemini Man – serie TV, 11 episodi (1976)
- Fantasilandia (Fantasy Island) – serie TV, 2 episodi (1979-1983)
- Una storia del West (The Chisholms) – serie TV, 13 episodi (1979-1980)
- Love Boat (The Love Boat) – serie TV, 5 episodi (1979-1984)
- Trapper John (Trapper John, M.D.) – serie TV, un episodio (1982)
- Venti di guerra (The Winds of War) – serie TV, 7 episodi (1983)
- Matt Houston – serie TV, un episodio (1983)
- Lottery! – serie TV, 17 episodi (1983-1984)
- Detective per amore (Finder of Lost Loves) – serie TV, un episodio (1984)
- Hotel – serie TV, un episodio (1984)
- Berrenger's – serie TV, 11 episodi (1985)
- Top Secret (Scarecrow and Mrs. King) – serie TV, un episodio (1985)
- La signora in giallo (Murder, She Wrote) – serie TV, episodio 2x06 (1985)
- Ai confini della realtà (The Twilight Zone) – serie TV, un episodio (1989)
- Ai confini dell'aldilà (Shades of L.A.) – serie TV, un episodio (1990)
- Una famiglia come le altre (Life Goes On) – serie TV, un episodio (1991)
- L'ispettore Tibbs (In the Heat of the Night) – serie TV, un episodio (1991)
- La signora del West ('"Dr. Quinn, Medicine Woman) – serie TV, 3 episodi (1993-1995)
- Due poliziotti a Palm Beach (Silk Stalkings) – serie TV, un episodio (1996)
- Baywatch Nights – serie TV, un episodio (1996)
- JAG - Avvocati in divisa (JAG) – serie TV, 3 episodi (1997-2004)
- Pacific Blue – serie TV, un episodio (1999)
- Seven Days – serie TV, un episodio (1999)
- The District – serie TV, un episodio (2001)
- The Drew Carey Show – serie TV, un episodio (2003)
- NCIS - Unità anticrimine (NCIS) – serie TV, un episodio (2003)
- Cold Case - Delitti irrisolti (Cold Case) – serie TV, un episodio (2006)

## Doppiatori italiani
Nelle versioni in italiano delle opere in cui ha recitato, Ben Murphy è stato doppiato da:
- Santo Versace in Due onesti fuorilegge
- Carlo Cosolo in Lottery!
- Cesare Barbetti in Top Secret
- Romano Malaspina in La signora in giallo
- Natale Ciravolo in La signora del West
- Saverio Indrio in NCIS - Unità anticrimine
- Sergio Di Stefano in Cold Case - Delitti irrisolti